# Харасахал, Александр Иванович
Александр Иванович Харасахал (24 сентября 1962) — советский и российский футболист, играл на позиции полузащитника и нападающего, ныне — тренер.

## Карьера
Воспитанник ДЮСШ (Жданов). С 1979 по 1980 годы играл за местный клуб «Новатор», за который провёл 11 игр и забил один гол. С 1983 года по 1991 год играл за Амур из Комсомольска-на-Амуре. 3 апреля 1992 года в выездном матче 2-го тура чемпионата России против московского «Локомотива», выйдя на замену на 75-й минуте вместо Олега Гарина в составе «Океана», дебютировал в высшем эшелоне российского футбола. Тот сезон доигрывал в «Амуре». С 1993 по 1995 годы играл за «Якутию». С 1998 по 2000 год играл за любительский клуб «Виктория», в составе которого стал трёхкратным обладателем кубка Хабаровского края. В 2001 году вернулся в «Смену». В сезоне 2002 года стал одним из самых возрастных футболистов второго дивизиона в зоне «Восток», выйдя на последнюю игру первенства в возрасте 40 лет и 21 дня. После окончания игровой карьеры в 2004 году был одним из тренеров «Смены». Далее тренировал «Дальстройиндустрию» и «Техас», является организатором местных турниров по мини-футболу и игроком ветеранских команд.